# Alexander Aas
Alexander Aas (ur. 14 września 1978) – norweski piłkarz grający na pozycji obrońcy w norweskim Strømsgodset IF. Reprezentant Norwegii.

## Kariera klubowa
Aas jako junior rozpoczął piłkarską karierę w Skiens Grane. W 1995 roku podpisał swój pierwszy zawodowy kontrakt z drużyną Odds BK. Grał w tym klubie pełne 9 lat podczas których strzelił 6 bramek w 170 występach. Dobre występy zaowocowały w transfer do duńskiego Odense BK. Grał w tym klubie do 2007 roku. Zdobył 2 bramki w 49 meczach. Powrócił on do norweskiego klubu Strømsgodset IF. Na 12 sierpnia 2012 roku w tym klubie Aas strzelił 10 bramek w 118 występach.

## Kariera reprezentacyjna
Aas w reprezentacji Norwegii zadebiutował 24 stycznia 2001 roku w Hongkongu podczas towaryzskiego meczu z reprezentacją Korei Południowej wygranym przez Norwegów 3:2. Pierwszego gola dla Norwegii Aas strzelił 28 stycznia 2004 roku w wygranym 2:5 meczu towarzyskim w Singapurze z reprezentacją Singapuru.